# Patrick Daniel Koroma
Patrick Daniel Koroma (* 4. Mai 1950 in Jenneh, Sierra Leone; † 14. Dezember 2018 in Freetown) war ein sierra-leonischer Geistlicher und römisch-katholischer Bischof von Kenema.

## Leben
Patrick Daniel Koroma empfing am 18. Dezember 1977 das Sakrament der Priesterweihe.
Am 26. April 2002 ernannte ihn Papst Johannes Paul II. zum Bischof von Kenema. Der Erzbischof von Freetown und Bo, Joseph Henry Ganda, spendete ihm am 29. Juni desselben Jahres die Bischofsweihe; Mitkonsekratoren waren der Bischof von Makeni, George Biguzzi SX, und der emeritierte Bischof von Kenema, John O’Riordan CSSp.